# Via del Corso (Řím)
Via del Corso (v minulosti via Lata), obecně známá jako Corso, je hlavní ulice procházející centrem Říma. Je zvláštní tím, že je zcela rovná, i když pro okolní oblast jsou charakteristické úzké křivolaké uličky a malá náměstíčka. Je také širší než většina ulic v centru Říma, přestože je zde sotva místo pro dva dopravní pruhy a dva úzké chodníky. Severní část ulice je pěší zónou. Délka Corsa je 1,5 kilometru. Prochází rioni Colonna, Trevi a Campo Marzio.
Ulice vede ve směru od severu k jihu. Na severu končí na Piazza del Popolo mezi kostely Santa Maria dei Miracoli a Santa Maria in Montesanto. Jižní konec je na Piazza Venezia. Přímo na této ulici nestojí žádné významné památky, ale lze je najít v blízkém okolí. Patří mezi ně Ara Pacis, Pantheon, Španělské schody, Fontána di Trevi, Il Vittoriano a Forum Romanum.

## Historie
Roku 220 př. n. l. byla započata stavba silnice Via Flaminia censorem Gaiem Flaminiem z Říma do Rimini. Při pohledu z Kapitolu protínala silnice Marsovo pole jako přímka. Od stavby Aureliánské zdi opouštěla Via Flaminia město bránou Porta Flaminia (pozdější Porta del Popolo). Část silnice, která se nacházela uvnitř hradeb dostala ve středověku jméno Via Lata. Kvůli častým povodním byla tato ulice používána velmi zřídka. Až Pavel II. obnovil roku 1467 ulici Via Lata.